# Министерство местной промышленности Татарской АССР
Министерство местной промышленности Татарской АССР — орган государственной власти Татарской АССР. 
Подчинялось ЦИК ТАССР (до 1938 года), Совету Министров ТАССР (до 1946 года – СНК ТАССР) и одноимённому министерству (до 1946 года – народному комиссариату) РСФСР.

## История
Образовано 29 августа 1934 года постановлением Президиума Центрального Исполнительного Комитета ТАССР как Народный комиссариат местной промышленности ТАССР. В 1946 году преобразовано в одноимённое министерство и называлось так с небольшими перерывами до своего упразднения. В 1963 году было упразднено и вновь восстановлено в 1966 году. 
На 1988 году из казанских предприятий и организаций в систему Министерства местной промышленности входили проектно-конструкторское бюро (160 работников в 1988 году), комбинат надомников (564), фабрика картонажно-полиграфических изделий (339), завод «Металлист» (209), Аракчинская меховая фабрика (199), фабрика художественных изделий (80).
Упразднено Указом Президиума ВС ТАССР от 27 июня 1989 года, с передачей функций производственному объединению «Татарместпром».

### Официальные названия
- Народный комиссариат местной промышленности Татарской АССР (1934-1946)
- Министерство местной промышленности Татарской АССР (1946-1953, 1954-1963, 1966-1989)
- Министерство местной и топливной промышленности Татарской АССР (1953-1954)

## Министры[3][4]
- Ганеев, Али Ганеевич (1934-1937, годы жизни: 1897-1937)
- Тикк, Гарри Петрович[тат.] (1937, 1901-1937)
- Воржецов, Никандр Петрович (1937-1938, ?-после 1946)
- Филимонов, Пётр Данилович (1938-1941, 1907-1956)
- Шкребель, Михаил Яковлевич (1941-1944, ?-после 1960)
- Шагимарданов, Фазыл Валиахметович (1944-1946, 1908-1984)
- Медведев, Афанасий Алексеевич (1946-1948, ?-после 14948)
- Сираев, Магсум Шарафеевич (1948-1959, 1908-после 1959)
- Закиров, Усман Закирович (1959-1960, ?-после 1963)
- Мулюков, Бадретдин Зиятдинович (1960-1962, 1908-после 1962)
- Успенский, Виктор Константинович (1962-1963, 1920-после 1986)
- Матвеев, Владимир Иванович (1963, ?-?)
- Козлов, Николай Халимович (1966-1985, 1924-1985)
- Демидов, Юрий Иванович (1985-1989, 1938-2024>)